# ونکودی
ونکودی (به انگلیسی: Vannakkudi) یک روستا در هند است که در Thiruvidaimarudur Taluk واقع شده‌است.